# Tossa de Mar
Tossa de Mar – miasto w hiszpańskiej Katalonii, w prowincji Girona. Posiada ponad 5 tys. stałych mieszkańców (2006). Słynny kurort na Costa Brava. Miejsce kongresów ekologicznych Unii Europejskiej od czasu zakazania przeprowadzania w mieście korridy. Miasto znane jest przede wszystkim z bardzo dobrze zachowanej, jednej z najpiękniejszych w Hiszpanii, średniowiecznej starówki Villa Vella i fortyfikacji obronnych z XII w.

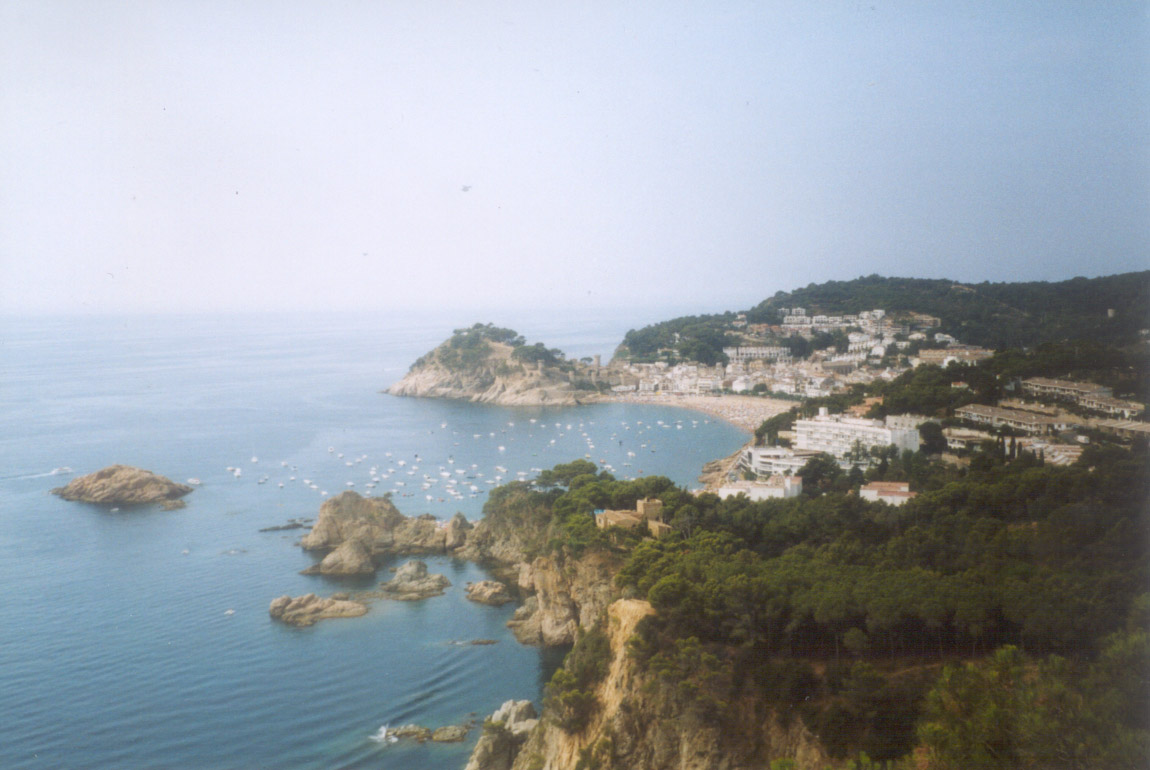
Widok na wybrzeże w Tossa de Mar

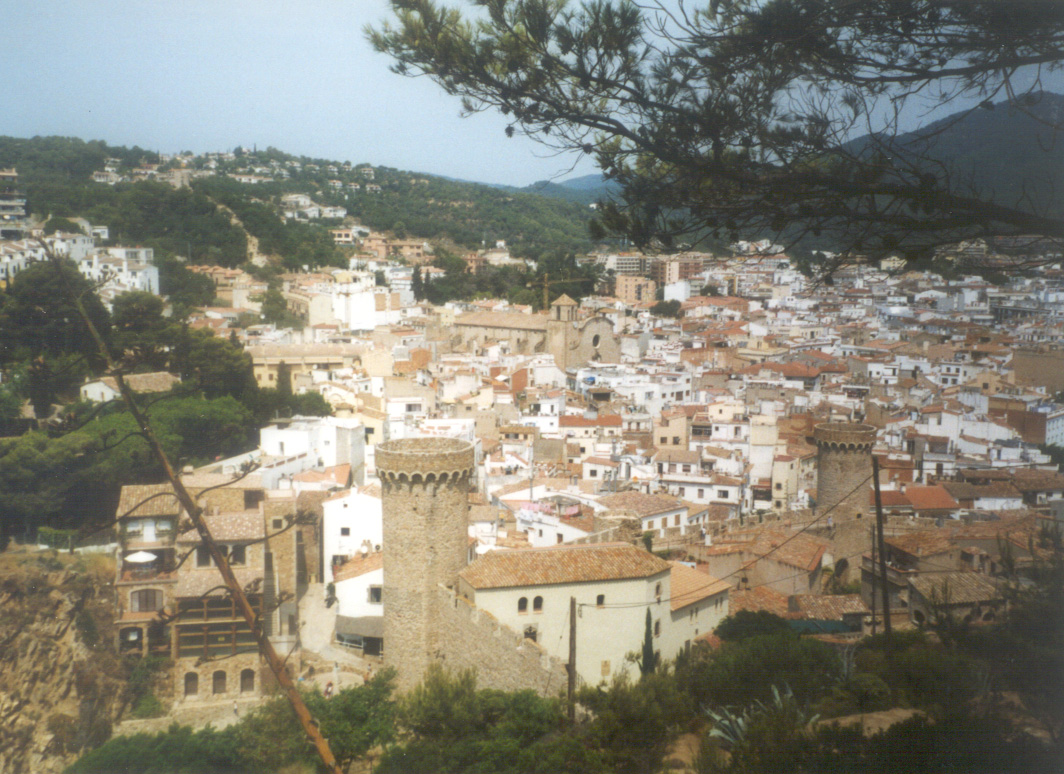
Widok na miasto Tossa de Mar